# SJ X2000 sorozat
Az SJ X2000 sorozat nagysebességű, svéd, billenőszekrényes villamosmotorvonat-sorozat; az SJ AB és a Linx üzemelteti.

## Viszonylatok
A X2000 hálózat sugarasan indul ki Stockholmból, kivétel a Göteborg - Malmö útvonalat.
A hálózat végpontjai a következők:
- Arvika
- Borås
- Malmö
- Karlstad
- Koppenhága Dániában
- Falun
- Göteborg
- Sundsvall (- Härnösand )
- Jönköping
- Uddevalla
- Östersund (- Åre )

## Az X2000 más országokban
Az X 2000 gyártója megpróbálta Svédországon kívül is eladni a vonatot más országoknak, de nem jártak sikerrel. Az eladásokkal kapcsolatban tesztelték és bemutatták a vonatot néhány országban.
Egy X 2000 motorvonat beutazta az Egyesült Államokat 1993-ban az Amtrak üzemeltetésében. Sor került néhány tesztfutásra a Northeast Corridorön New York és Washington, D.C. között. Bemutatták a kontinens 48 államában a jelentősebb állomásokon. Utána beutazta Kanadát is.
1995-ben, a CountryLink (üzemeltető Új-Dél-Wales, Ausztrália) értékelés céljából bérelt három X 2000 kocsit. A vonatokat egy módosított XPT vonófej vontatta. Két hónapon keresztül közlekedett Sydneyből Canberrába.
Kína szintén vett egy X2000-et. Neve Hszinsiszu lett. A vonat 1998 és 2007 között volt forgalomban a Kanton–Sencsen-vasútvonalon. 2007 augusztusában átadták Szecsuan tartománynak.

## Érdekességek
A motorvonat szerepel a Transport Tycoon Deluxe nevű játékprogramban is, mint X2001, de ott mint egysínű vasúton közlekedő vonat.